# Johann Pilles
Johann Pilles (Apetlon, 1 maart 1883 – Eisenstadt, 9 februari 1963) was een Oostenrijks componist, militaire kapelmeester en muziekpedagoog.

## Levensloop
Pilles kreeg eerste muzieklessen van de dirigent van het plaatselijke harmonieorkest Ludwig Mayer. In 1899 werd hij lid van het Militaire muziekkorps van het Infanterie-Regiment nr. 48; hij speelde viool en flügelhorn. In 1905 werd hij overgeplaatst in de Militaire muziekkapel van het Infanterie-Regiment nr. 76. Van 1914 tot het einde van de Eerste Wereldoorlog was hij dirigent van dit muziekkorps. In 1922 kreeg hij de opdracht en nieuw militair muziekkorps van het Oostenrijkse leger in de deelstaat Burgenland te formeren en op te stellen. In 1923 behaalde hij aan de "Staatsacademie voor muziek" het diploma als militaire kapelmeester en was sindsdien tot 1938 in de hoofdstad van de deelstaat Burgenland, in Eisenstadt kapelmeester. Na de bezetting door de nazi's studeerde hij in Wenen en behaalde het diploma als Musikmeister. Hij werd dirigent van de muziekkapel van het motoriseerde Cavalerie-schuttersregiment nr. 10 in Sankt Pölten; in 1939 werd hij benoemd tot "Obermusikmeister" en in 1941 "Stabsmusikmeister".
Tijdens de Tweede Wereldoorlog was hij met zijn muziekkapel in Polen, bij de Balkanveldtocht en vanaf november 1941 aan de zogenoemde Oostfront. Op 15 november werd hij ziek aan een zenuwinzinking en kwam in een ziekenhuis in Wenen. Op 1 oktober 1942 werd hij in rust gesteld. 
Na 1945 was hij initiatiefnemer bij de opbouw van het muziekleven in de deelstaat Burgenland. Van 1946 tot 1962 was hij dirigent van het orkest van het "Volksbildungswerk" en eveneens contrabassist bij verschillende uitvoeringen van kerkmuziek te Eisenstadt. Van 1953 tot 1961 was hij docent voor contrabas aan de muziekschool Eisenstadt. Pilles was van 1950 tot 1958 "Landeskapellmeister" van de blaasmuziek federatie in het Burgenland.
Als componist schreef hij een aantal marsen voor harmonieorkest.

## Composities

### Werken voor harmonieorkest
- Burschenlust Marsch
- Stramm voran Marsch
- 13er Regiments Marsch
- Burgenländischer Militärmarsch Nr. 1
- Burgenländischer Militärmarsch Nr. 4
- Musikantenparade